# Râul Runcu, Călimănel
Râul Runcu este un curs de apă, afluent al râului Călimănelul cel Tulbure.  

## Hărți
- Harta județului Harghita
- Harta Munților Călimani  Arhivat în 11 octombrie 2008, la Wayback Machine.